# Glyptopetalum quadrangulare
Glyptopetalum quadrangulare är en benvedsväxtart som beskrevs av David Prain och King. Glyptopetalum quadrangulare ingår i släktet Glyptopetalum och familjen Celastraceae. Inga underarter finns listade.